# Kanta Satō
Kanta Satō (佐藤 寛太 Satō Kanta?,  Prefectura de Fukuoka, Japón, 16 de junio de 1996) es un actor japonés, afiliado a LDH Japan. También forma parte de la compañía de teatro Gekidan Exile.

## Biografía
Satō nació el 16 de junio de 1996 en la prefectura de Fukuoka, Japón. En 2013, participó en el concurso EXPG National Academy Audition en el departamento de modelaje, el cual ganó. Ese mismo año, intentó participar en la división vocal del "Vocal Battle Audition 4", pero perdió en el examen principal.
En 2014, Satō participó en el "Exile Performer Battle Audition", perdiendo durante la segunda etapa. También participó en el "Gekidan Exile Audition" y se convirtió en miembro de dicha compañía teatral. En enero de 2015, se unió oficialmente a Gekidan Exile y comenzó sus actividades como actor.

## Filmografía

### Televisión
- Minshuu no Teki (Fuji TV, 2017) ep. 10
- HiGH&LOW THE DTC (Hulu, 2017)
- Nou ni Sumaho ga Umerareta (NTV, 2017) cameo
- High and Low - The Story of S.W.O.R.D 2 (NTV, 2016)
- High & Low 2 (Hulu, 2016)
- High and Low - The Story of S.W.O.R.D (NTV, 2016)

### Películas
- Itazura na Kiss 3 (2017)[4]
- High & Low The Movie 3 Final Mission (2017)
- Koi to Uso (2017) como Sōsuke Takachino
- High & Low The Movie 2 End of Sky (2017)
- Itazura na Kiss 2 (2017)[5]
- High & Low The Red Rain (2016)
- Itazura na Kiss (2016)[6]
- High & Low: The Movie (2016)
- Road To High & Low (2016)